# Monstrillopsis dubia
Monstrillopsis dubia is een eenoogkreeftjessoort uit de familie van de Monstrillidae. De wetenschappelijke naam van de soort is voor het eerst geldig gepubliceerd in 1904 door Scott T..